# Monument voor generaal Jacques (Diksmuide)

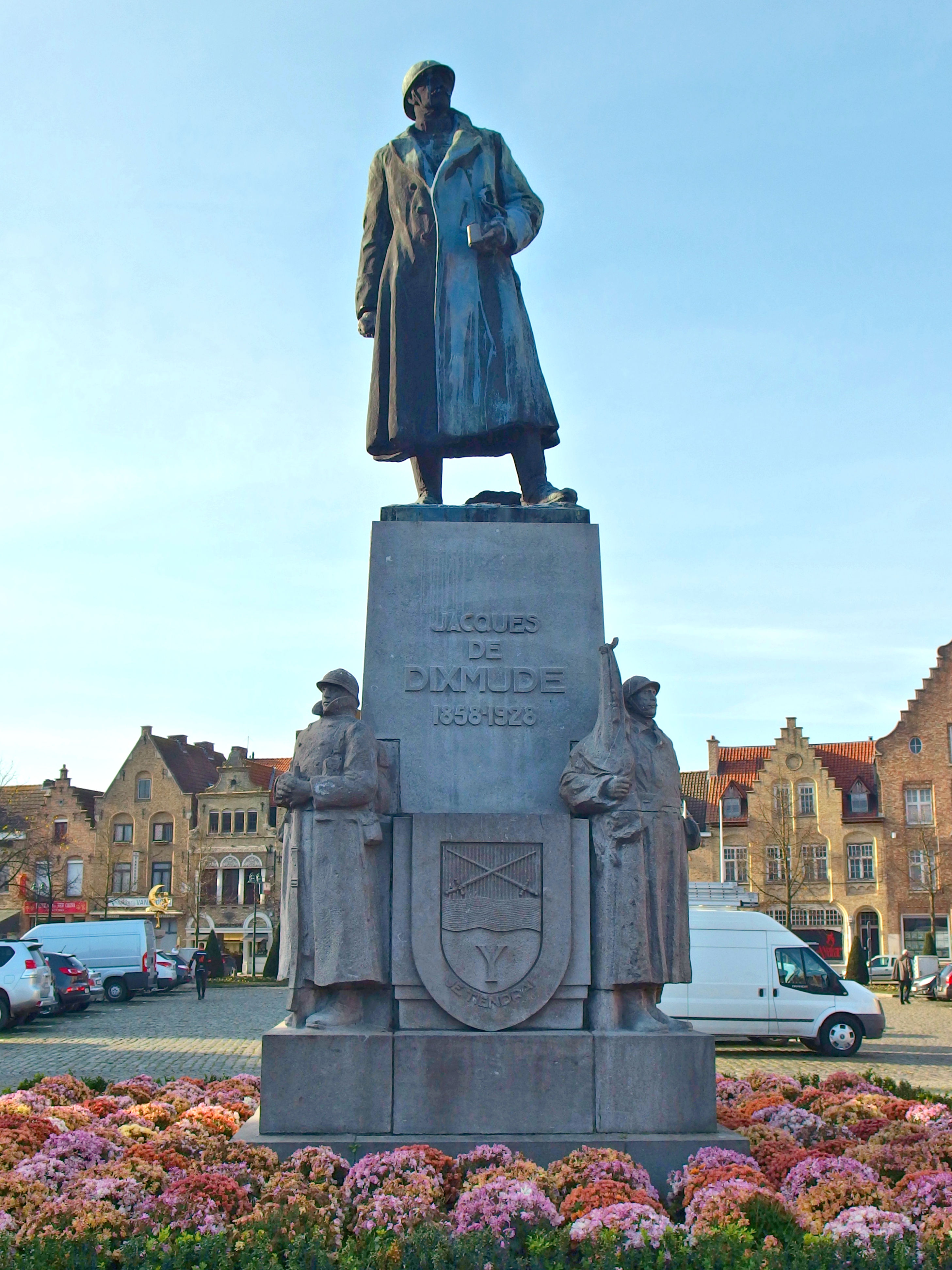
Vooraanzicht

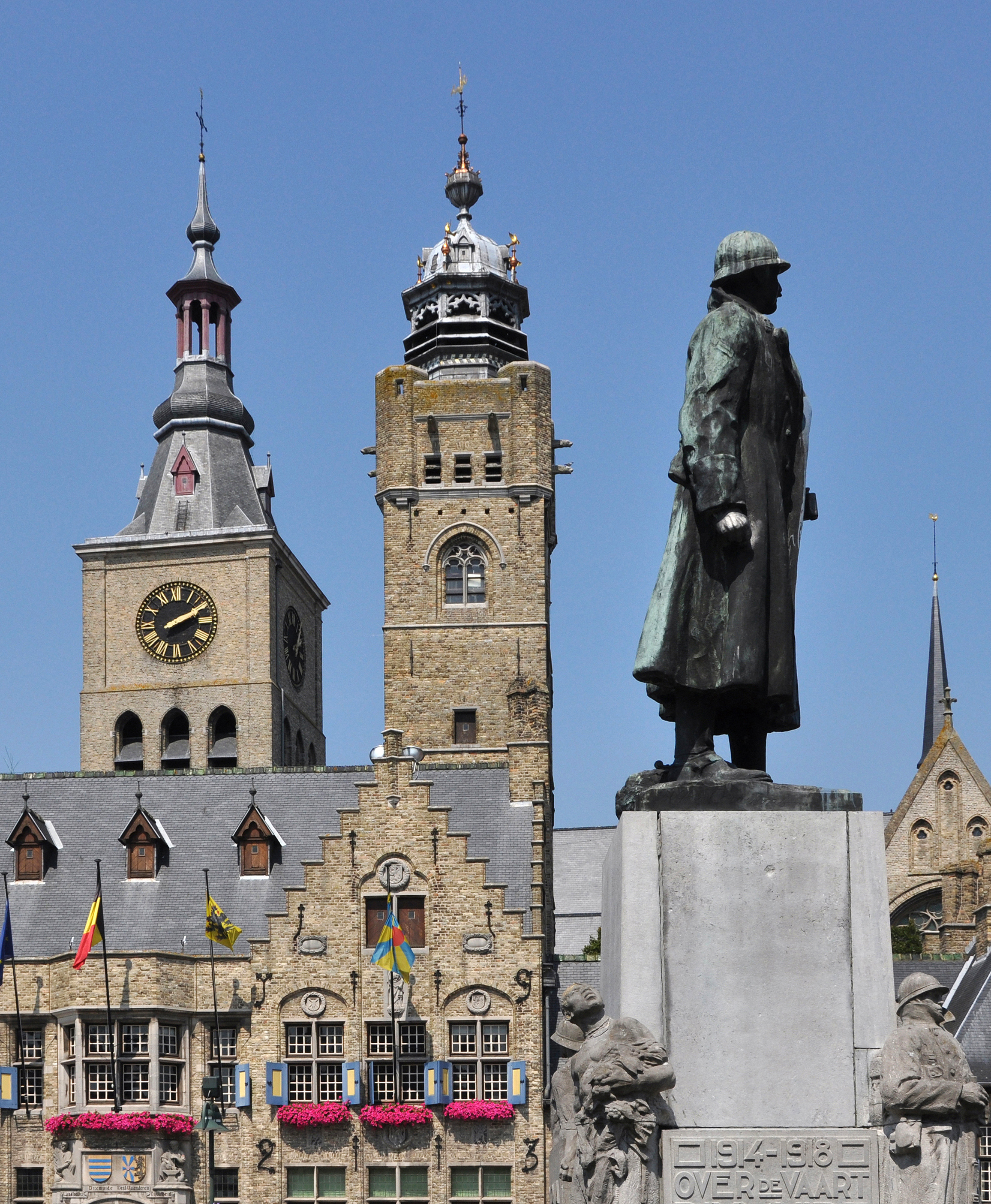
Zijaanzicht met de bevrijde slaaf

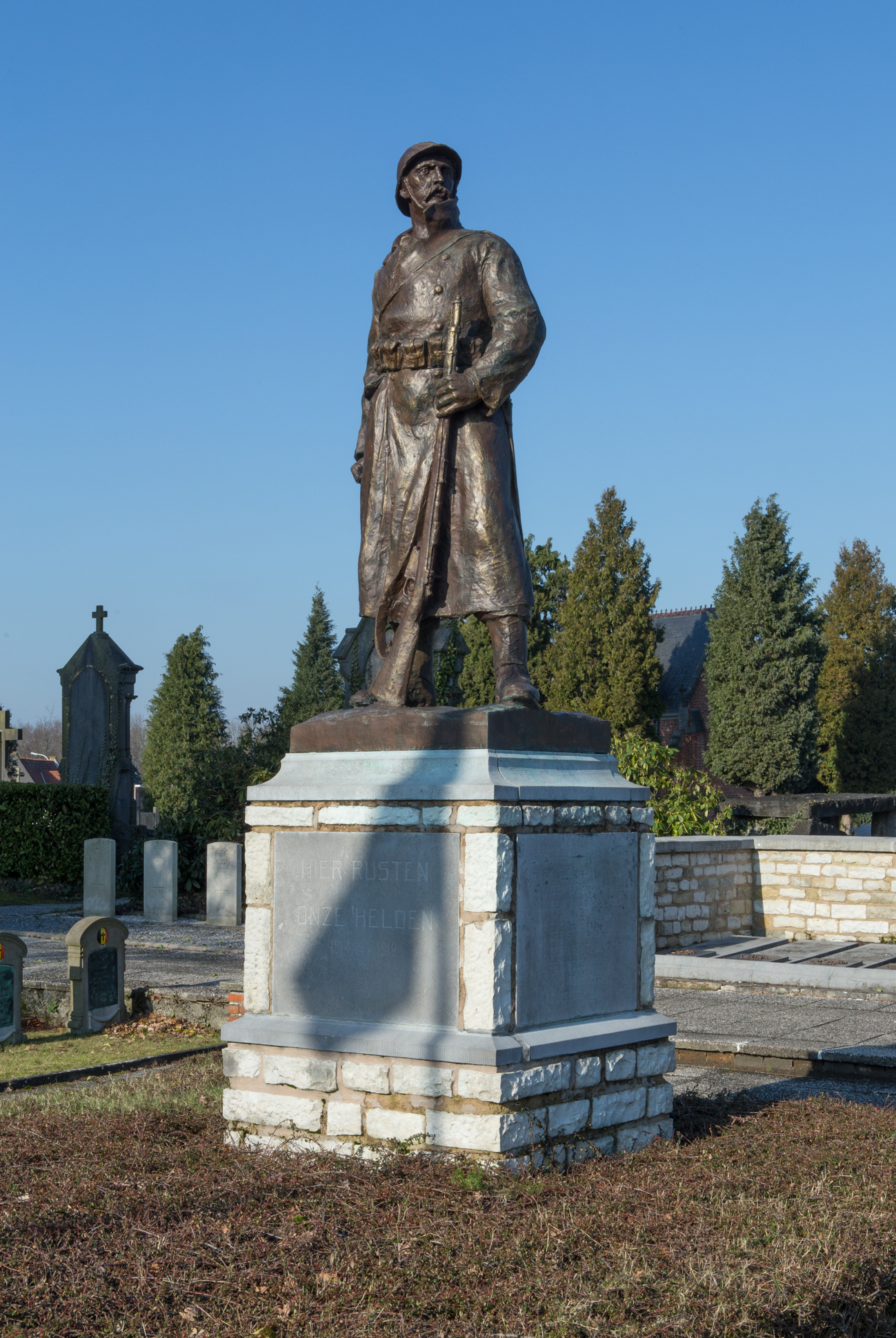
Het gelijkende oorlogsmonument in Dendermonde

Het Monument voor generaal Jacques is een standbeeld van Jules Jacques de Dixmude op de Grote Markt van Diksmuide. Het werk uit 1930 is een creatie van de beeldhouwer Alfred Courtens en van de architect Antoine Courtens. Sinds 2009 geniet het erfgoedbescherming. Naast het Diksmuidse monument heeft Jacques nog verschillende kleinere standbeelden in België, zoals in Halle, Luik, Stavelot en Vielsalm.

## Context
Bij zijn overlijden in 1928 was Jacques een nationale held vanwege zijn optreden in de Eerste Wereldoorlog: in 1914 had hij enkele weken het bevel gevoerd over de Belgische Brigade B die (vergeefs) het bruggenhoofd op de oostoever van de IJzer verdedigde tijdens de Slag om de IJzer. Dat deed de Brigade B samen met de Fransen; Jacques en zijn eenheid stonden onder het commando van de Franse admiraal Pierre Alexis Ronarc'h. In mindere mate werd Jacques ook herinnerd om zijn expeditie in 1891-1892 voor de Société antiesclavagiste de Belgique, die – onder de dekmantel van slavernijbestrijding – tot doel had de macht van de Zanzibarese Swahili terug te dringen en het gebied onder leopoldiaans bewind te brengen. 

## Totstandkoming
De dood van Jacques was het sein om een nationaal comité te vormen dat een monument voor hem moest oprichten. Het voorzitterschap werd bekleed door koning Albert I en waargenomen door generaal Armand De Ceuninck. Via inschrijvingen werden de nodige middelen verzameld. Er manifesteerden zich 18.000 schenkers, onder wie – na heftig debat – de stad Diksmuide. Als locatie werd gekozen voor Diksmuide omdat Jacques er van 24 oktober tot 10 november 1914 zijn hoofdkwartier had gevestigd bij de verdediging van het bruggenhoofd. Daarbij was hij enkele malen gewond geraakt. 
Voor de uitvoering selecteerde het comité zes beeldhouwers die elk een ontwerp mochten insturen. In overleg met het Diksmuidse stadsbestuur werden de broers Courtens uit Brussel aangewezen als laureaten van de wedstrijd. 
De inhuldiging vond plaats op zondag 7 september 1930 in aanwezigheid van prins Leopold en minister van Landsverdediging Charles de Broqueville. Aan de 2500 toeschouwers – wat als mager werd ervaren tegenover de opkomst voor de elfde IJzerbedevaart enkele weken eerder – verklaarde burgemeester Alphonse De Keyser onomwonden dat de aanvaarding van het standbeeld financiële middelen had losgemaakt voor de wederopbouw. Voor de nationale overheid was het belangrijk om tegenover de Vlaamse IJzertoren een Belgisch herinneringsoord te creëren in Diksmuide, waardoor niet werd gekozen voor een Franco-Belgisch oorlogsmonument. Admiraal Ronarc'h nam het kwalijk en weigerde de uitnodiging voor de inhuldiging.

## Beschrijving
Het 7,12 m hoge monument bestaat uit een driedelige arduinen sokkel met daarop een bronzen beeld dat Jacques toont terwijl hij in de verte kijkt. Hij is gekleed in een legerjas en draagt een adrianhelm, een verrekijker, een sabel en sporen. De drie sterren en twee baren tonen hem als de luitenant-generaal die hij later werd, niet de kolonel die vocht voor het bruggenhoofd. 
Rond de sokkel staan vier stenen hoekbeelden: 
- een officier-vaandeldrager
- een gehelmde soldaat met velduitrusting, rugzak en geweer
- een Afrikaanse slaaf met in de ene hand een vruchtentak en in de andere gebroken handboeien, omhoog kijkend naar zijn bevrijder
- een officier van de Force Publique met geweer en tropenhelm

Op de voorzijde van de sokkel is Jacques' wapen afgebeeld met zijn devies Je tiendrai ('Ik zal standhouden'). Het opschrift luidt:
JACQUES
DE
DIXMUDE
1858-1928
Links herinnert een opschrift aan de wapenfeiten van Jacques tijdens de Eerste Wereldoorlog:
1914-1918
OVER DE VAART
DIXMUIDE
MERCKEM
STADEN
Achteraan wordt zijn activiteit in Mpala herdacht:
M'PALA
1892

## Contestatie
Het standbeeld heeft weerstand opgewekt vanuit Vlaams-nationale en vanuit antikoloniale hoek.
Het zwaarste incident vond plaats toen onbekenden in 1935 de koppen van drie hoekbeelden afsloegen, alsook de leeuw en de kroon op de vaandels van het vierde beeld. Vermoedelijk ging het om flaminganten, want zij beschouwden de Franstalige Jacques als een officier met minachting voor Vlaamse soldaten. Een toegesnelde nachtwaker kon grotere schade voorkomen. De beelden zijn nadien hersteld.
Na enkele rustige decennia wakkerde de controverse rond het beeld weer aan door nieuw historisch onderzoek naar de wanpraktijken in de Onafhankelijke Congostaat, waarbij ook de rol van Jacques in de wreedaardige rubberwinning werd belicht. Ook de flamingante skepsis tegen zijn figuur werd weer levendig. Na debat over deze kwesties stond het rooms-blauwe stadsbestuur in 1991 op het punt om het beeld te anonimiseren tot een monument voor alle gesneuvelden van de twee wereldoorlogen, tot de PVV op het laatste moment ging dwarsliggen. Dat gebeurde na protest van de familie Jacques de Dixmude en nadat de provinciegouverneur Olivier Vanneste erop had gewezen dat de eigendom van het monument in 1933 door het comité was overgedragen aan de stad Diksmuide op last om het in ere te houden zoals het door de oprichters was geconcipieerd. Om de houding van de liberalen aan te klagen, bekladden actievoerders het beeld met blauwe verf.
Nieuwe acties volgden in 2003-2005, vooral onder impuls van het socialistische gemeenteraadslid Danny Decaestecker en de Culturele Centrale. Ze zetten het monument symbolisch te koop om het met de opbrengst door een fontein te vervangen. Ook verspreidden ze drieduizend rouwbrieven om kond te doen van het overlijden van het monument. 
In 2009 verleende Vlaams minister Dirk Van Mechelen bescherming aan het monument vanwege de artistieke en de sociaal-culturele waarde. Dit laatste bestond erin dat het monument werd beschouwd als de materialisatie van het herdenken van een collectief oorlogstrauma. Naar het oordeel van het agentschap Onroerend Erfgoed hield deze bescherming in dat het monument niet meer mocht worden verplaatst: dit werd in 2016 als voorwaarde gesteld om een vergunning af te leveren voor de herinrichting van het stadscentrum. Na de heraanleg werd het beeld in 2018 gereinigd en verdwenen de blauwe verfsporen.
In 2022 werd het standbeeld beklad met rode verf door de actiegroep 'De Stoete Diksmullenoare' uit protest tegen de rol van Jacques in Congo. De groep eiste dat het stadsbestuur een bord met duiding bij het standbeeld zou aanbrengen of het verplaatsen. Anders dreigden ze ermee het beeld neer te halen.

## Varia
- Op het Krijgskerkhof van Dendermonde staat nog een beeld van Courtens uit 1930, dat grote gelijkenissen vertoont met zijn standbeeld van Jacques.

## Voetnoten
1. ↑  Vandalenwerk te Diksmuide, De Gentenaar, 5 mei 1935, p. 1. Gearchiveerd op 26 juli 2025.
2. ↑  Mïnisterieel besluit van 1 juli 2009 houdende bescherming als monument van oorlogsgedenktekens te Diksmuide
3. ↑  Generaal Jacques in Diksmuide voor één dag in het wit, Krant van West-Vlaanderen, 11 april 2018
4. ↑  Protestgroep wil omstreden en beklad standbeeld in Diksmuide neerhalen: "Laatste waarschuwing", VRT NWS, 19 januari 2022

- Inventaris van het Bouwkundig Erfgoed (Vlaanderen): 78004